# Liste der Monuments historiques in Malguénac
Die Liste der Monuments historiques in Malguénac führt die Monuments historiques in der französischen Gemeinde Malguénac auf.

## Liste der Bauwerke
| Bezeichnung                    | Beschreibung | Standort           | Kennzeichnung | Schutzstatus | Datum | Bild           |
| ------------------------------ | ------------ | ------------------ | ------------- | ------------ | ----- | -------------- |
| Allée couverte von Saint-Nizon |              | Pons Cahuen (Lage) | PA00091428    | Classé       | 1963  | weitere Bilder |
| Schloss Lesturgant             |              | Lesturgant (Lage)  | PA00091429    | Inscrit      | 1944  |                |
| Schloss Moustoirlan            |              | Moustoirlan (Lage) | PA00091430    | Inscrit      | 1986  |                |
| Friedhofskreuz                 |              | (Lage)             | PA00091431    | Inscrit      | 1933  | weitere Bilder |
| Fontaine Saint-Nicolas         |              | (Lage)             | PA00091432    | Inscrit      | 1935  | weitere Bilder |

## Liste der Objekte
- Monuments historiques (Objekte) in Malguénac in der Base Palissy des französischen Kulturministeriums (französisch)